# Rachel Marsden
Rachel Marsden (Vancouver, 12 febbraio 1974) è una giornalista, editorialista politica conservatrice e commentatrice televisiva canadese, che lavora a New York, negli Stati Uniti d'America.

## Educazione e primi anni
Cresciuta a Vancouver, nella Columbia Britannica, la Marsden fu folgorata dalla celebrità radiofonica canadese Jack Webster. Partecipò a competizioni nazionali di nuoto, stabilendo anche dei record regionali nella Columbia Britannica. Ottenne un 'bachelor degree' (l'equivalente di una laurea breve italiana) e poi una laurea in giornalismo radiotelevisivo al British Columbia Institute of Technology.

## Carriera
Marsden iniziò a lavorare nella stampa nei primi anni del 2000, scrivendo per siti web conservatori e per il The Washington Times. Scrisse regolarmente editoriali sul National Post per molti mesi nel 2005, prima di entrare a far parte della redazione del Toronto Sun come opinionista settimanale, ruolo ricoperto fino a novembre 2007. Nel 2006 si trasferì da Toronto a New York. Ha scritto molti editoriali criticando il concetto di Riscaldamento globale causato dall'uomo. I suoi commenti politici sono stati ripresi da altri giornali, tra cui il New York Post e NewsMax Media.
Marsden è stata un'ospite frequente del Dennis Miller Live fino a quando fu notata e divenne l'esperta di vicende canadesi per il The O'Reilly Factor in onda su Fox News Channel. Marsden lavora per Fox News dal 2004 al maggio 2007.
Fu promossa a componente del comitato di esperti nel Red Eye w/ Greg Gutfeld, un talk show notturno. Un produttore di Re Eye la lodò dicendo: "Ha opinioni molto appassionate... è eloquente, intelligente e riceviamo molte email in suo favore". Il 30 maggio 2007 Marsden fu allontanata da Red Eye per ciò che il New York Post definì come un "comportamento imprevedibile" e scortata fuori dagli studi della Fox dalle guardie di sicurezza. Marsden disse che la sua uscita fu causata da un cambio nel format del programma, e che essere scortati fuori dal programma è una procedura standard.
Nell'ottobre 2007 fu una componente del comitato di esperti nel programma della CNN The Situation Room.
Nel 2008 Marsden lanciò il Grand Central Political, un sito web che unisce editoriali politici e opportunità di lavoro, presentando anche curriculum di persone orientate alla politica.

## Aspetti controversi
Nel 1997 fu coinvolta in un caso di molestie alla Simon Fraser University, quando la Marsden, allora studente, e Liam Donnelly, un istruttore di nuoto, si accusarono a vicenda di molestie sessuali.
Nel 2004 alla Marsden fu inflitta una conditional discharge (una condanna che non prevede detenzione) con un anno di libertà vigilata, per molestie nei confronti del suo fidanzato a seguito di una rottura.
Nel settembre 2007, la Marsden scrisse sul suo blog un articolo su Tony Backhurst (pubblicandone anche una foto), un ufficiale della polizia provinciale dell'Ontario con cui aveva avuto una relazione, sostenendo che lui le avesse rivelato dei documenti segreti anti-terrorismo. Queste affermazioni portarono l'ufficiale sotto inchiesta. L'ufficiale presentò una denuncia alla polizia della regione di Simcoe, nell'Ontario, richiedendo che si procedesse contro la Marsden per molestie. L'avvocato di Backhurst sostenne che la Marsden aveva messo in pericolo l'ufficiale, un agente antiterrorismo sotto copertura, facendolo identificare e pubblicandone una fotografia. La polizia in seguito respinse la richiesta.
Il 4 marzo 2008 la Marsden attirò su di sé l'attenzione dei media, quando sostenne che Jimmy Wales, il fondatore di Wikipedia, avrebbe usato Wikipedia stessa per rompere la relazione con lei, e mise all'asta su eBay una t-shirt e un maglione che lei sostiene essere appartenuto proprio a Wales.
Wales ha fornito la sua versione sulla vicenda in una dichiarazione pubblicata sul suo blog il 1º marzo 2008.